# 더블린 직장폐쇄
더블린 직장폐쇄(Dublin Lock-out)은 아일랜드의 수도 더블린에서 벌어진 대규모 노동쟁의이다. 1913년 8월 26일부터 1914년 1월 18일까지 거의 5개월간 지속되었다. 아일랜드 역사상 가장 격렬했고 또 중요한 노동쟁의로 평가받는다.